# Euxoa auripennis
Euxoa auripennis là một loài bướm đêm thuộc họ Noctuidae. Nó được tìm thấy ở miền đông North Dakota và tây nam Manitoba phía tây đến miền trung British Columbia, phía nam đến miền nam California và Colorado.
Sải cánh dài 30–34 mm. Con trưởng thành bay vào tháng 8 đến tháng 9. Có một lứa một năm.
Ấu trùng ăn various herbs at the soil surface.